# Somatochlora tomentosa
Somatochlora tomentosa är en trollsländeart som först beskrevs av Fabricius 1775.  Somatochlora tomentosa ingår i släktet glanstrollsländor, och familjen skimmertrollsländor. Inga underarter finns listade i Catalogue of Life.